# Willand
Willand är en by och en civil parish i Mid Devon i Devon i England. Orten har 3 360 invånare (2011). Byn nämndes i Domedagsboken (Domesday Book) år 1086, och kallades då Willelande/Willelanda.